# Chrysolina colasi
Chrysolina colasi là một loài bọ cánh cứng trong họ Chrysomelidae. Loài này được Cobos miêu tả khoa học năm 1952.